# Kwabs
Kwabena Sarkodee Adjepong (Londres, 24 de abril de 1990), más conocido como Kwabs, es un cantante y compositor británico, que saltó a la fama en 2014 con su sencillo debut «Walk», que se convirtió en un éxito en varios países europeos como Alemania, Austria, Bélgica, Polonia, República Checa y Suiza, entre otros. En 2015, salió a la venta su álbum debut, Love + War, que entró en las primeras treinta posiciones de la lista de álbumes de Reino Unido.

## Biografía

### Primeros años e inicios de su carrera musical
Kwabena Sarkodee Adjepong nació el 24 de abril de 1990 en Londres, Inglaterra, Reino Unido. Es de ascendencia ghanesa. Creció en Bermondsey, South London y en Borough of Southwark. En su niñez e infancia dependió del sistema de cuidado de crianza, algo que toma como referencia para sus composiciones musicales. Al asistir a la escuela primaria, su voz llamó la atención de Xanthe Sarr, una profesora de música, quien lo motivó a ingresar a la National Youth Jazz Orchestra (NYJO), donde sirvió como vocalista por tres años. Después de egresar de la escuela, orientado también por la misma profesora, estudió jazz en la Royal Academy of Music. En 2011, fue elegido para aparecer en el programa de televisión Goldie's Band: By Royal Appointment de Goldie para la BBC, una plataforma del Reino Unido que busca jóvenes músicos talentosos. Su participación en el programa le valió una interpretación para el príncipe Harry en el Palacio Buckingham.
En 2011, sin ninguna intención de obtener fama ni una carrera musical, publicó en Youtube una versión de la canción «Like a Star» de Corinne Bailey Rae y otra de «The Wilhelm Scream» de James Blake. Uno de estos temas se hizo viral en Internet, acumulando más de 100 000 visualizaciones en poco tiempo. Luego de ser descubierto por varias compañías, en 2012 firmó un acuerdo de grabación con Atlantic Records, y comenzó a trabajar en su álbum de estudio debut con el músico Sohn. A mediados de 2012 fue el telonero de una serie de conciertos de Plan B en el Reino Unido. Su seudónimo es una abreviación de su primer nombre, Kwabena.

### Éxito internacional conWalk(2014-15)

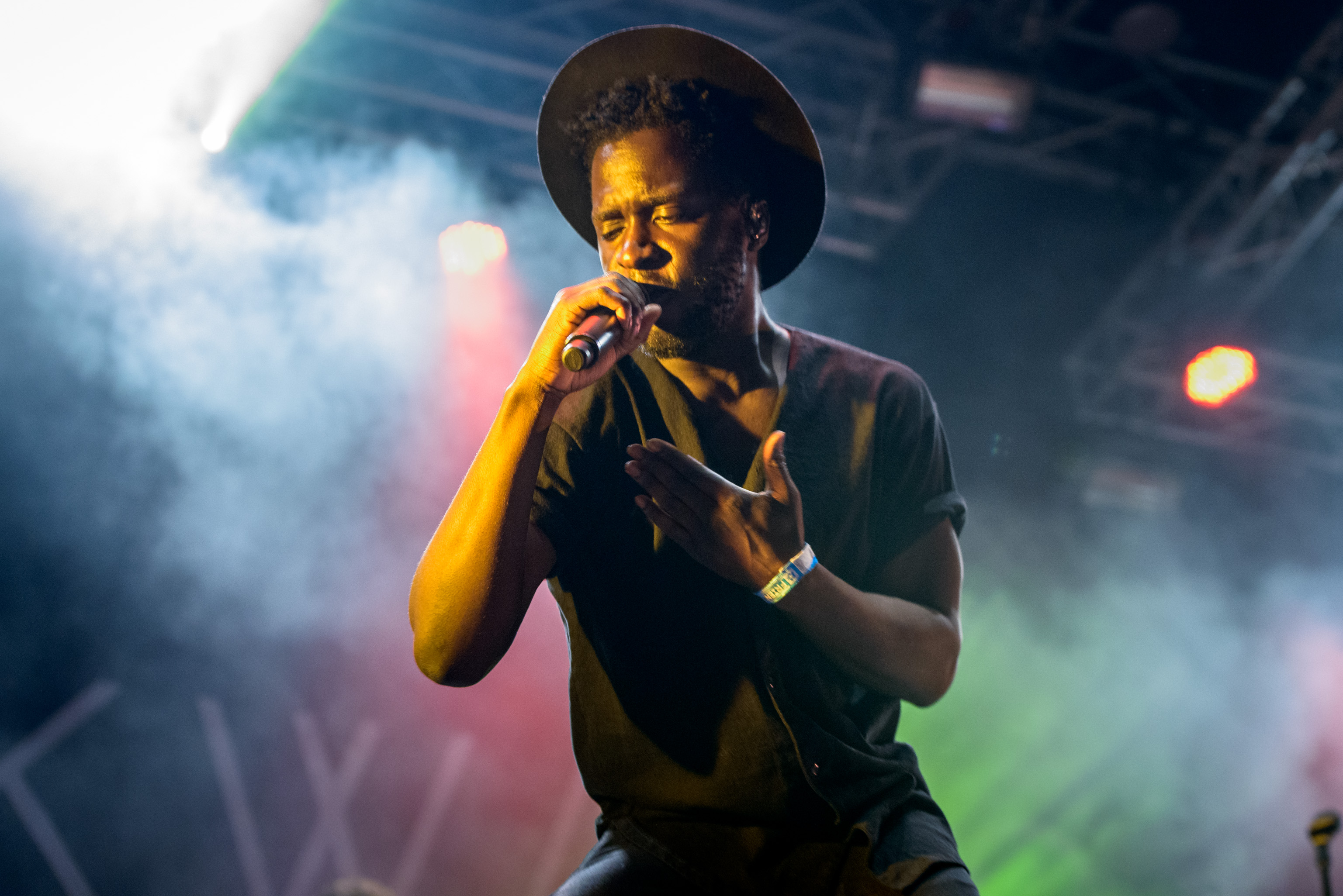
Kwabs realizando una puesta en escena en 2015.

A inicios de 2014, Kwabs fue promovido por la BBC Radio 1Xtra en el Reino Unido y por MTV como uno de los Artista para Vigilar durante el año 2014. Además de contar con elogios de varios artistas como Emeli Sandé, Jessie Ware, India Arie, Laura Mvula, Joss Stone y Plan B, entre otros. El 4 de febrero salió a la venta su extended play (EP) debut Wrong or Right, junto con un sencillo homónimo a través de Atlantic Records. El EP consta de cuatro temas; Kwabs interpretó el sencillo principal del EP, «Wrong or Right», en Later... with Jools Holland. En mayo publicó su segundo EP Pray for Love y en octubre el tercero, Walk, respectivamente.
Su sencillo debut, «Walk», se lanzó al mercado a inicios de octubre de 2014 mediante Atlantic Records; el tema se convirtió en un éxito en Alemania al situarse en la primera posición de la lista musical de dicho territorio, donde vendió más de 400 000 unidades, en reconocimiento a sus ventas en Alemania la Bundesverband Musikindustrie (BVMI) lo certificó 1× platino. «Walk» también tuvo éxito significativo en Austria, Bélgica, Polonia, República Checa y Suiza al ingresar a las primeras diez posiciones de las listas de popularidad de estos países. En el Reino Unido entró en el puesto número 71 del UK Singles Chart. Kwabs figuró entre los quince nominados al Sound of 2015.
Kwabs fue telonero de la etapa europea de la gira musical In the Lonely Hour Tour de Sam Smith durante todo el mes de marzo de 2015. A mediados de agosto se publicó «Willing and Able», una canción coescrita por Kwabs y además para la que prestó su voz, como un sencillo promocional para Caracal del dúo Disclosure. El tema entró en el puesto 70 del UK Singles Chart de Reino Unido. Love + War, su álbum de estudio m debut, salió al mercado el 11 de septiembre de 2015, y tuvo un éxito moderado en Europa; el disco se situó en la posición 26 de la lista de álbumes de Reino Unido. El 11 de octubre de 2015, Kwabs se embarcó en su primera gira musical titulada Love and War Tour. La serie de conciertos inició el 11 de octubre en el Reino Unido, donde realizó siete conciertos y con Zack Abel como telonero. El también llevó a cabo espectáculos en Alemania, Bélgica, Países Bajos, entre otros. En una reseña para su actuación del 19 de octubre en Bristol, la reportera Hogan Calsey, del periódico The Bristol Post, escribió que fue un «concierto soul bien producido» y eligió tanto la voz de Kwabs como la de Abel. Ella también relató que en cierto punto el concierto se tornó tedioso por las temáticas sentimentalistas de algunas canciones, pero al interpretar «Walk», «Perfect Ruin» y una versión de la canción «Lean On» hubo una mejor reacción del público.

## Arte

### Estilo musical y voz
Kwabs alega que sus «influencias son bastante mezcladas» debido a su ascendencia ghanesa. Su álbum debut, Love + War (2015) mezcla los géneros musicales soul, pop, electrónica, R&B, hip hop, entre otros; se le ha comparado con trabajos de Adele y Sam Smith por su temática melancólica, y Según Laurence Day, la voz de Kwabs, en los tema del elepé, sueña «fuerte» y «evocadora». Durante su debut, en 2014 era constantemente llamado el «anti-John Newman» por el sentimentalismo de sus composiciones, por ejemplo, el editor Paul Lester, del periódico The Guardian alega que su voz «perennemente parece ser la portadora de graves noticias, un presagio de dolor» y que «casi se regocija en la desesperación». Él tiene una voz de barítono, que ha sido comparada con la de Aloe Blacc y Seal.

## Discografía
| Fecha de lanzamiento     | Título     | Ventas      | Listas musicales |
| Fecha de lanzamiento     | Título     | Reino Unido | GBR              |
| ------------------------ | ---------- | ----------- | ---------------- |
| 11 de septiembre de 2015 | Love + War | —           | 26               |

## Giras musicales
Anfitrión
- 2015: Love and War Tour

Telonero
- 2015: In the Lonely Hour Tour

## Premios y nominaciones
| Año  | Premiación              | Categoría              | Nominado | Resultado | Ref.   |
| ---- | ----------------------- | ---------------------- | -------- | --------- | ------ |
| 2015 | BBC                     | Sound of 2015          | Kwabs    | Nominado  | [ 7 ]  |
| 2015 | MOBO Awards             | Mejor Artista R&B/Soul | Kwabs    | Nominado  | [ 18 ] |
| 2015 | MTV Europe Music Awards | Mejor Actuación Push   | Kwabs    | Nominado  | [ 19 ] |